# Thần chú
Thần chú, chú ngữ (tiếng Trung: 咒语/ Zhòuyǔ), bùa chú hay bùa mê (enchantment) là một công thức ma thuật nhằm kích hoạt hiệu ứng ma thuật lên người hoặc vật. Công thức có thể được nói, hát hoặc tụng kinh (chant). Một câu thần chú cũng có thể được thực hiện trong các nghi lễ hoặc cầu nguyện. Trong thế giới phép thuật, các câu thần chú được cho là được thực hiện bởi các pháp sư, phù thủy và các nàng tiên.

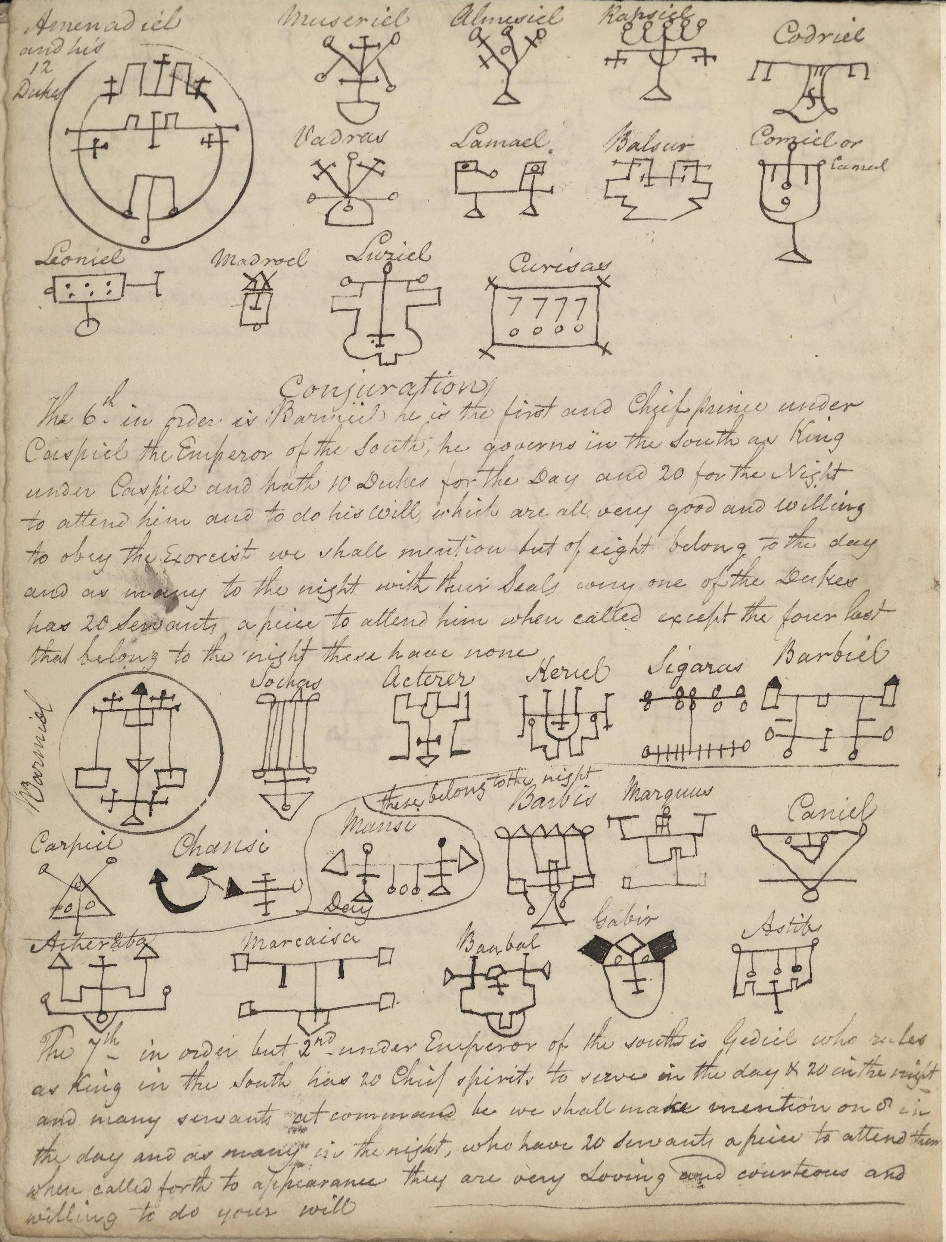
Cuốn sách thần chú thế kỷ 19, được viết bởi một bác sĩ người Wales

Trong văn học thời trung cổ, văn hóa dân gian, truyện cổ tích và tiểu thuyết giả tưởng hiện đại, bùa mê là bùa chú hoặc bùa chú. Điều này đã dẫn đến các thuật ngữ "bùa mê" và "bùa mê" cho những người sử dụng bùa mê. Thuật ngữ này được cho mượn vào tiếng Anh vào khoảng năm 1300 sau Công nguyên. Thuật ngữ tiếng Anh bản địa tương ứng là "galdr" "song, chính tả". Ý nghĩa được làm yếu "vui thích" (so sánh cùng sự phát triển của "bùa mê") là hiện đại, được chứng thực lần đầu tiên vào năm 1593 (OED).

## Yếu tố hợp thành
Bất kỳ từ nào cũng có thể là một câu thần chú miễn là các từ được nói với sự thay đổi và nhấn mạnh vào các từ được nói. Âm điệu và vần điệu về cách các từ được nói và vị trí của các từ được sử dụng trong công thức có ảnh hưởng đến kết quả của hiệu ứng ma thuật. Người đang nói những lời ma thuật thường ra lệnh cho phép thuật được thực hiện. Câu thần chú được thực hiện có thể mang lại những cảm xúc mạnh mẽ và nhắc nhở một trong những cảm giác sợ hãi trong thời thơ ấu.

## Từ nguyên

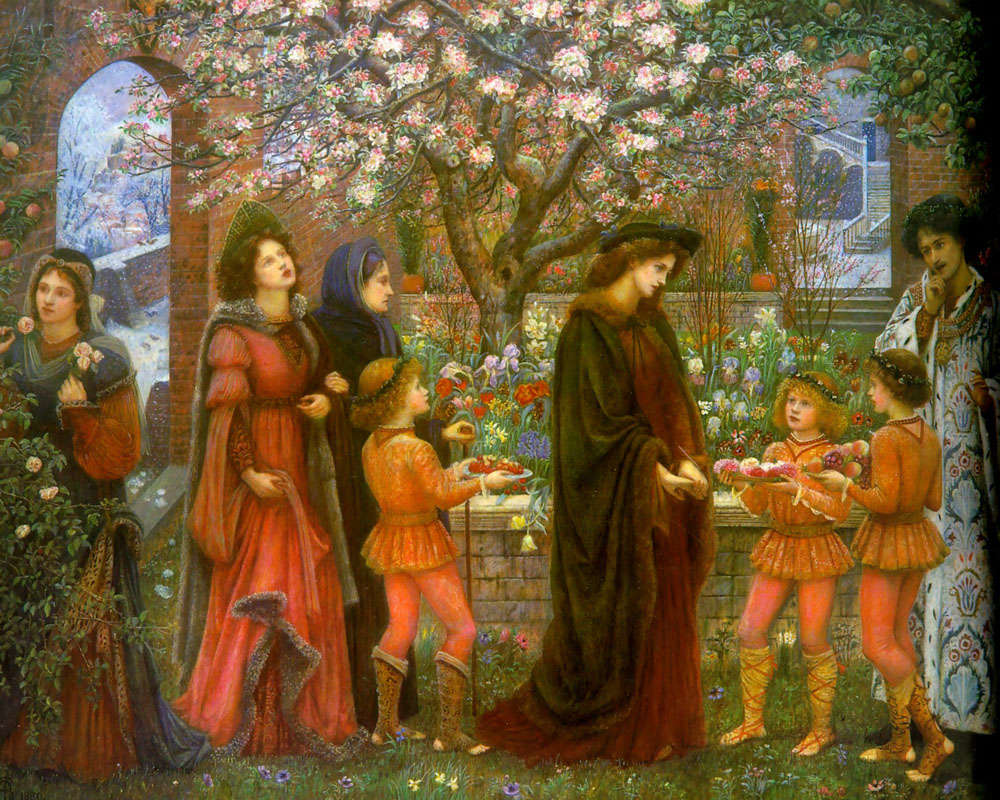
Khu vườn Bùa mê của Messer Ansaldo của Marie Spartali Stillman

Từ Latin incantare, có nghĩa là 'thốt ra một câu thần chú', hoặc sử dụng một câu thần chú, tạo thành cơ sở của từ "enchant", với nguồn gốc ngôn ngữ sâu sắc trở lại thành các tiền tố Proto-Indo-European kan-. Vì vậy, có thể nói rằng một người tụng chú nam (enchanter) hoặc nữ (enchantress) sử dụng phép thuật, hoặc bùa ngải, tương tự như những gì được gọi là Thần chú trong tiếng Phạn.
Các từ tương tự như câu thần chú như bùa mê, bùa chú, thần chú là tác dụng của việc niệm chú. Bị mê hoặc là chịu ảnh hưởng của bùa mê, thường được cho là do bùa chú hoặc bùa chú gây ra.

## Từ ma thuật

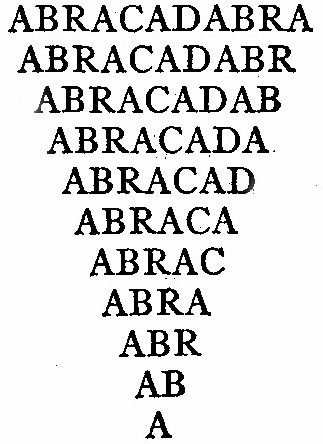
Từ ma thuật cổ điển

Từ ma thuật hoặc từ sức mạnh là những từ có tác dụng cụ thể, và đôi khi ngoài ý muốn. Họ thường là vô nghĩa cụm từ được sử dụng trong tưởng tượng hư cấu hoặc bằng prestidigitators sân khấu. Thường thì những từ như vậy được trình bày như là một phần của ngôn ngữ thần thánh, adamic hoặc bí mật hoặc trao quyền khác. Một số anh hùng truyện tranh sử dụng các từ ma thuật để kích hoạt sức mạnh của họ.
Ví dụ về các từ ma thuật truyền thống bao gồm Abracadabra, H Focus p Focus, Open Sesame và Sim Sala Bim.
Craig Conley, một học giả về ma thuật, viết rằng các từ ma thuật được sử dụng bởi những người gợi ý có thể bắt nguồn từ "cụm từ giả Latin, âm tiết vô nghĩa hoặc thuật ngữ bí truyền từ thời cổ đại tôn giáo", nhưng đó là những gì họ có chung là "ngôn ngữ như một công cụ của" sự sáng tạo."

## Công dụng
Các bản ghi chép về các phép thuật lịch sử còn sót lại phần lớn đã bị xóa sổ trong nhiều nền văn hóa bởi sự thành công của các tôn giáo độc thần lớn (Hồi giáo, Do Thái giáo và Kitô giáo), coi một số hoạt động ma thuật là vô đạo đức hoặc liên quan đến tội ác.
Ở Babylon, bùa chú có thể được sử dụng trong các nghi lễ để đốt hình ảnh của kẻ thù của chính mình. Một ví dụ sẽ được tìm thấy trong loạt các câu thần chú Mesopotamian của Šurpu và Maqlû. Ở Phương Đông, sự quyến rũ của rắn đã được sử dụng trong câu thần chú của quá khứ và vẫn được sử dụng cho đến ngày nay. Một người sử dụng câu thần chú sẽ lôi kéo con rắn ra khỏi nơi ẩn náu của nó để thoát khỏi chúng.

### Trong tôn giáo của người Do Thái
Trong các nghi thức của người Do Thái đọc một câu trong Kinh thánh tiếng Do Thái, một người phải tuân theo các quy tắc nghiêm ngặt của người Do Thái. Người thực hiện một câu thần chú phải chuẩn bị trước ba ngày với việc nhịn ăn, cầu nguyện và học tập. Luật pháp của người Do Thái yêu cầu rằng các câu thần chú chỉ được đọc trong thời gian trăng tròn hoặc mới, trước khi mặt trời lặn và trong ngày Sa-bát.   Talmud đề cập rằng câu thần chú phải là tên của người mẹ. Một câu thần chú của một trích dẫn Kinh Thánh gắn liền với bùa chú hoặc đồ vật thường được đọc thuộc về phía trước và phía trước.

### Udug-hul
Câu thần chú thường được nhìn thấy trong hoạt động ma quỷ nơi ma quỷ sử dụng lời nói để mang lại bất hạnh hoặc bệnh tật cho ai đó. Một số bệnh bao gồm bệnh tâm thần hoặc lo lắng. Các khía cạnh của ma quỷ trong bùa chú được nhiều người sợ hãi. Những con quỷ có thể tạo ra những sự kiện khủng khiếp như ly dị, mất tài sản hoặc những thảm họa khác.

## Trong văn hóa dân gian và tiểu thuyết

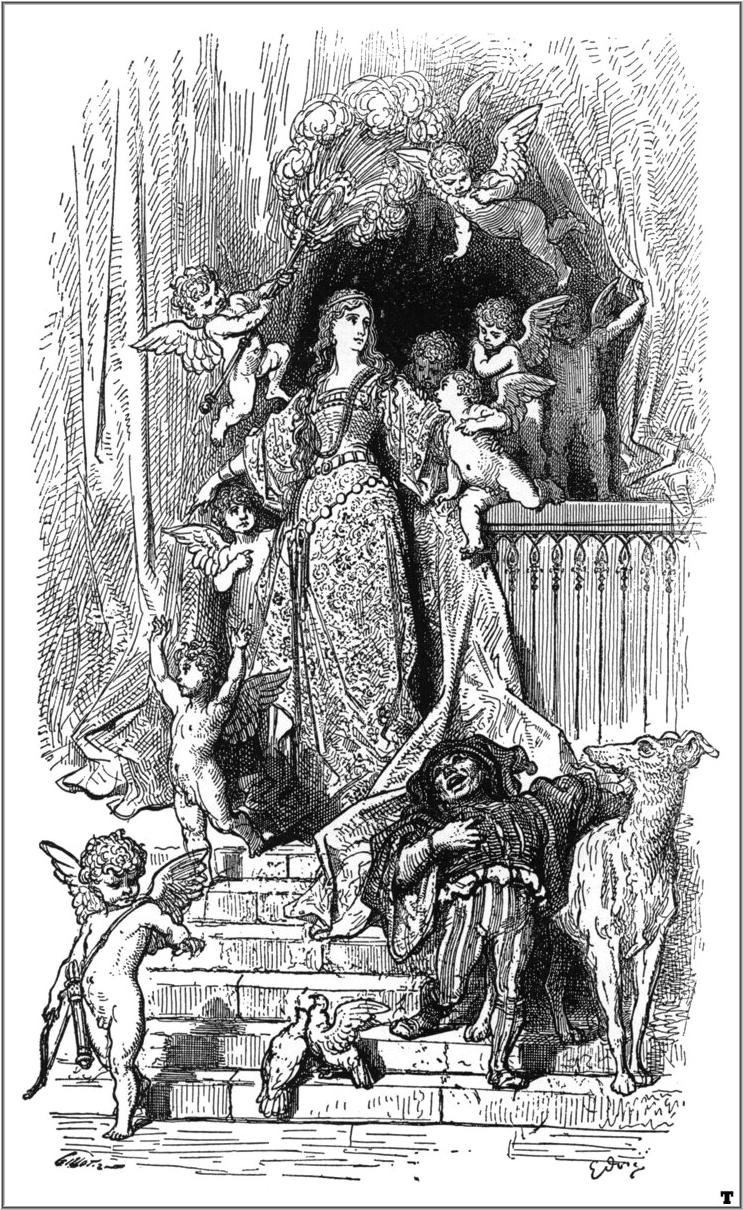
Nữ phù thủy Alcina khiến mình trở nên xinh đẹp, ở Orlando Furioso

Trong truyện cổ tích truyền thống, đôi khi các công thức ma thuật được gắn vào một vật thể và khi được nói có thể giúp biến đổi vật thể thành có thể tưởng tượng từ những thứ không thể tưởng tượng được. Trong những câu chuyện này, thường bùa chú được gắn vào một cây đũa thần được sử dụng bởi các pháp sư, phù thủy và bà mẹ thần tiên. Một ví dụ được biết đến rộng rãi là câu thần chú mà Bà tiên đỡ đầu của Lọ Lem dùng để biến quả bí ngô thành huấn luyện viên. Câu thần chú thường vô nghĩa hoặc vần điệu được thực hiện.

## Sử dụng và giải thích hiện đại
Việc thực hiện phép thuật hầu như luôn liên quan đến việc sử dụng ngôn ngữ. Cho dù nói to hay không nói, từ ngữ thường được sử dụng để truy cập hoặc hướng dẫn sức mạnh ma thuật. Trong The Magical Power of Words (1968), SJ Tambiah lập luận rằng mối liên hệ giữa ngôn ngữ và ma thuật là do niềm tin vào khả năng vốn có của ngôn từ ảnh hưởng đến vũ trụ. Bronisław Malinowski, trong Coral Gardens và Magic của họ (1935), cho rằng niềm tin này là sự mở rộng sử dụng ngôn ngữ cơ bản của con người để mô tả môi trường xung quanh, trong đó "kiến thức về từ đúng, cụm từ phù hợp và các hình thức phát triển cao hơn của lời nói, mang lại cho con người một quyền lực hơn và trên lĩnh vực hành động cá nhân hạn chế của chính mình."  :235 bài phát biểu Magical do đó là một hành động nghi lễ và có tầm quan trọng tương đương hoặc thậm chí lớn hơn đến việc thực hiện kỳ diệu hơn hành vi phi ngôn ngữ.:175–176
Không phải tất cả các bài phát biểu được coi là huyền diệu. Chỉ một số từ và cụm từ hoặc từ được nói trong một bối cảnh cụ thể được coi là có sức mạnh ma thuật.:176 Ngôn ngữ huyền diệu, theo thể loại bài phát biểu của CK Ogden và IA Richards (1923), khác với ngôn ngữ khoa học vì nó là ngôn ngữ và nó chuyển đổi từ ngữ thành biểu tượng cho cảm xúc; trong khi trong ngôn ngữ khoa học, các từ được gắn với các ý nghĩa cụ thể và đề cập đến một thực tế bên ngoài khách quan.:188 Ngôn ngữ ma thuật do đó đặc biệt hữu hiệu (adept) trong việc xây dựng những ẩn dụ mà thiết lập các biểu tượng và liên kết các nghi lễ ma thuật với thế giới.:189
Malinowski lập luận rằng "ngôn ngữ của ma thuật là thiêng liêng, được thiết lập và sử dụng cho một mục đích hoàn toàn khác với cuộc sống bình thường".:213 Hai hình thức ngôn ngữ được phân biệt thông qua lựa chọn từ ngữ pháp, văn phong, hoặc bằng cách sử dụng các cụm từ hoặc hình thức cụ thể: cầu nguyện, phép thuật, bài hát, phước lành hoặc tụng kinh, chẳng hạn. Các phương thức ngôn ngữ thiêng liêng thường sử dụng các từ và hình thức cổ xưa trong nỗ lực cầu khẩn sự thuần khiết hoặc "sự thật" của một "thời kỳ hoàng kim" về tôn giáo hoặc văn hóa. Việc sử dụng tiếng Do Thái trong Do Thái giáo là một ví dụ.:182
Một nguồn tiềm năng khác của sức mạnh của ngôn từ là tính bí mật và độc quyền của chúng. Nhiều ngôn ngữ thiêng liêng được phân biệt đủ với ngôn ngữ thông thường đến mức không thể hiểu được với phần lớn dân số và nó chỉ có thể được sử dụng và giải thích bởi các học viên chuyên ngành (pháp sư, linh mục, pháp sư, thậm chí cả mullahs).:228:178 Về mặt này, Tambiah lập luận rằng các ngôn ngữ ma thuật vi phạm chức năng chính của ngôn ngữ: giao tiếp.  :179 Tuy nhiên, các tín đồ ma thuật vẫn có thể sử dụng và đánh giá cao chức năng ma thuật của từ bằng cách tin vào sức mạnh vốn có của chính từ đó và theo nghĩa mà chúng phải cung cấp cho những người hiểu chúng. Điều này dẫn đến Tambiah kết luận rằng "sự khác biệt đáng chú ý giữa ngôn ngữ thiêng liêng và tục tĩu tồn tại như một thực tế chung không nhất thiết liên quan đến nhu cầu thể hiện những từ thiêng liêng trong một ngôn ngữ độc quyền.":182

## Một số bộ sưu tập thần chú
- Sự thần chú có nhịp điệu Anglo-Saxon
- The Carmina Gadelica, một bộ sưu tập thơ truyền miệng Gaelic, phần lớn nó quyến rũ
- Atharva Veda, một bộ sưu tập bùa chú và Rigveda, một bộ sưu tập các bài thánh ca hoặc câu thần chú
- Văn bản nghi lễ Hittite
- Giấy cói Hy Lạp
- Câu thần chú kiểu Mandaean
- Bùa Merseburg
- Cyprianus
- Pow-Wows; hoặc, người bạn đã mất
- Bạn có thể nghe một câu thần chú Babylon được đọc bởi một học giả hiện đại.[4] (Có thể xem bản dịch và phiên âm trong khi nghe).
- Câu thần chú của người Mesopotamian được sáng tác để chống lại bất cứ thứ gì từ phù thủy (Maqlû) đến các loài gây hại đồng ruộng (Zu-buru-dabbeda).

## Hình ảnh

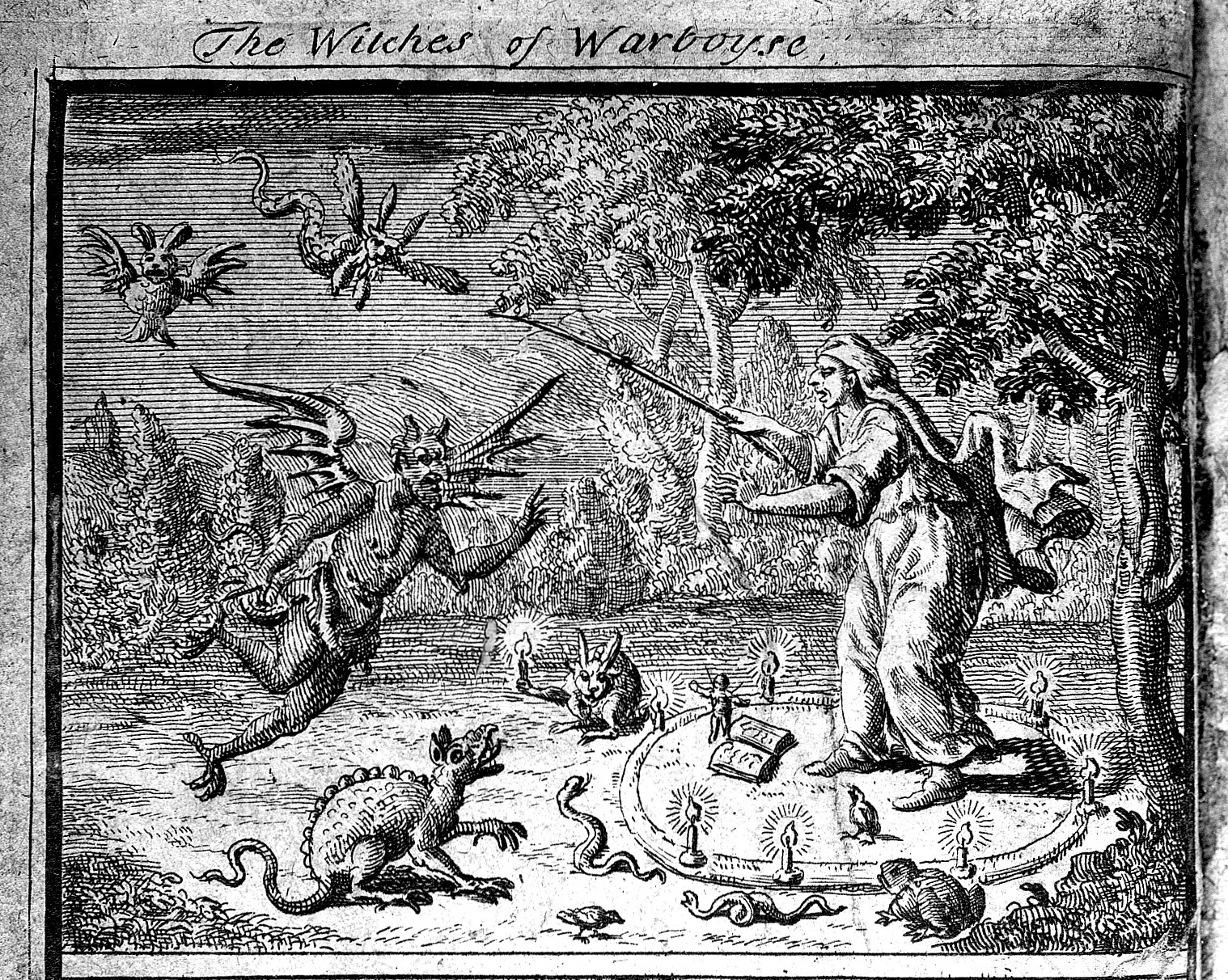
Một lịch sử đầy đủ của magik, phù thủy và wi Wellcome L0026620